# Edward Harrison
Edward Robert Harrison (8 de enero de 1919 - 29 de enero de 2007) fue un profesor emérito de Física y de Astronomía en la Universidad de Boston. Nació en Inglaterra, y sirvió seis años en la Armada Británica durante la Segunda Guerra Mundial como radarista en el Área Norteña del Ejército de Egipto.
Escribió varios libros y más de 200 artículos sobre Astronomía y Cosmología, y de Ciencias espaciales, como Física de partículas, Física del plasma y Fisicoquímica.
Es muy conocido por su trabajo sobre el aumento de las fluctuaciones en el universo en expansión
.
También conocido por dos frases muy famosas en astrofísica :
”GIVEN ENOUGH TIME, HYDROGEN STARTS TO WONDER WHERE IT CAME FROM, AND WHERE IT IS GOING” 
En español se traduce: “Dando suficiente tiempo al hidrógeno, comenzará a preguntarse de dónde viene y hacia dónde va”.
Otra de sus frases célebres relacionada es la siguiente:
“HYDROGEN IS A LIGHT, ODORLESS GAS, WHICH GIVEN ENOUGH TIME, TURNS TO PEOPLE”
Que se traduce: “El hidrógeno es un gas ligero e inodoro, que brindándole tiempo suficiente se convierte en personas”.

## Algunas publicaciones
- 1965. Elementary cosmology. OCLC 27124102
- 2000 (1981). Cosmology: The Science of the Universe, Masks of the Universe: Changing Ideas on the Nature of the Cosmos. Cambridge Univ. Press. ISBN 0-521-66148-X. (ganador del premio Frederic G. Melcher otorgado a libros que promueven la libertad religiosa)
- Darkness at Night: A Riddle of the Universe. Harvard University Press. ISBN 978-0-674-19270-6 (en el que se explica la solución a la paradoja de Olbers)
- 2003 (1985). Masks of the Universe. Cambridge Univ. Press. ISBN 978-0-02-948780-8